# Dżungla w Calais
Dżungla w Calais – nielegalne obozowisko migrantów, które zlokalizowane było w północno-wschodniej części francuskiego miasta Calais, po południowej stronie Eurotunelu. 

## Historia
Początki osady sięgają roku 1999, jednak do szerszej świadomości społecznej obozowisko trafiło w czasie Wielkanocy w roku 2001, kiedy to dużej liczbie migrantów udało się pokonać zabezpieczenia i wniknąć do Eurotunelu. Szczyt zainteresowania „dżungla” przeżywała podczas kryzysu migracyjnego w Europie w 2015. Przebywało tam wówczas około 7.000-9000 osób.
Obóz został wzniesiony przez imigrantów przybyłych do Francji z północnej Afryki przez Włochy, chcących się dostać dalej, do Wielkiej Brytanii. „Dżungla” była przystankiem, gdzie oczekiwali na okazję, która pozwoli im się przedostać przez kanał La Manche na południowe wybrzeże Wielkiej Brytanii. Powstanie obozowiska było krytykowane przez organizacje pozarządowe i Organizację Narodów Zjednoczonych. W 2016 zostało zrównane z ziemią, by wkrótce zostać ponownie częściowo zasiedlone. Na terenie obozu funkcjonowały różnego rodzaju urządzenia, np. prysznice, miejsca dystrybucji żywności, bary, sklepy, szkoła wolontariacka, a także działały kościół i meczet. Większość zabudowań stanowiły przyczepy campingowe i baraki. W 2016, w ramach likwidacji obozowiska rozwieziono do 60 ośrodków na terenie Francji około półtora tysiąca nieletnich imigrantów, a trzystu zobowiązała się przyjąć Wielka Brytania. Część z mieszkańców, po likwidacji obozu, przeniosła się w okolice stacji metra Stalingrad w Paryżu
„Dżungla” w Calais stała się francuskim symbolem europejskiego kryzysu migracyjnego. Podczas spotkania prezydenta Francji Emmanuela Macrona z brytyjską premier Theresą May w Londynie (2018) podpisano traktat, który miał m.in. rozwiązać problem bezdomnych dzieci imigranckich, które pozostały w Calais. Marcon zapewnił wówczas, że Francja nie pozwoli na budowę nowego obozu w miejscu „Dżungli”. W 2019 oskarżano Macrona o używanie policji przeciwko uchodźcom, a złożone przez niego obietnice o zaprowadzeniu spokoju w Calais określano jako puste.

## Bezpieczeństwo
Część mieszkańców obozowiska stanowiła zagrożenie dla bezpieczeństwa, np. prawie codzienną praktyką było montowanie na pobliskiej drodze do portu prowizorycznych blokad, mających spowalniać ruch pojazdów lub doprowadzać do ich zatrzymania, co umożliwiłoby nielegalnym imigrantom dostanie się do samochodów i przekroczenie kanału. W wypadku spowodowanym przez blokadę migrantów zginął kierowca polskiego samochodu. Po ponownym zasiedleniu obozowiska dochodziło w nim do krwawych starć i zamieszek, m.in. walk Erytrejczyków z Afgańczykami. Przeciwko rosnącej przestępczości protestowały lokalne stowarzyszenia mieszkańców.